# The Man Who Killed Hitler and Then the Bigfoot
Pour plus de détails, voir Fiche technique et Distribution.
L'Homme qui a tué Hitler et puis le Bigfoot est un film américain d'aventure sorti en 2018. Il a été écrit, coproduit et réalisé par Robert D. Krzykowski, avec Sam Elliott, Aidan Turner et Caitlin FitzGerald dans les rôles principaux.
John Sayles et Douglas Trumbull sont les producteurs exécutifs. Douglas Trumbull a également fourni les effets spéciaux.

## Synopsis
Pendant les années 1980, un vieil homme, Calvin Barr (Sam Elliott), vit ses derniers jours dans sa ville natale, avec son chien. Barr se souvient de son passé pendant la Seconde Guerre mondiale, alors qu'il servait en tant que soldat des forces spéciales pendant une mission pour assassiner Adolf Hitler ; il réussit sa mission, mais l'opération fut classée secrète et ne fut jamais révélée au grand public. Barr continue ses activités quotidiennes, en particulier rendre visite au salon de coiffure de son frère Ed (Larry Miller), et il tient tête à un trio de voyous qui essaie de le voler. Il est apparemment suivi par de mystérieux hommes dans une voiture du gouvernement.
Ces hommes finissent par l'approcher en se présentant comme des agents des gouvernements américain et canadien. Ils lui expliquent que toute la vie sur Terre est menacée par un étrange virus dont le porteur est le Bigfoot lui-même. Étant donné que Barr est un pisteur chevronné et qu'il semble être la seule personne sur Terre immunisée au virus, les agents tentent de le recruter pour trouver et tuer le Bigfoot, dans l'espoir que cela mette fin à l'épidémie.
Barr chasse le Bigfoot et le blesse. Il continue de le traquer et finit par le trouver, mourant. Il choisit de brûler son corps plutôt que de le ramener au gouvernement, mais le Bigfoot est toujours vivant et attaque Barr, le blessant. Ils se battent jusqu'à ce que Barr poignarde le Bigfoot et l'achève d'un coup de feu. Il gît alors au sol, apparemment mortellement blessé.
On voit alors l'enterrement de Barr, alors que son frère prononce un bel éloge funèbre. Le temps passe, et Ed va pêcher avec le chien de Barr. Celui-ci apparaît et ils vont pêcher ensemble.
Plus tard, Barr déterre son cercueil, pour récupérer les souvenirs qui y ont été déposés. Mais on ne voit jamais ce qu'il contenait.

## Fiche technique
- Titre : The Man Who Killed Hitler and Then the Bigfoot
- Réalisation : Robert D. Krzykowski
- Scénario : Robert D. Krzykowski
- Producteurs : Robert D. Krzykowski, Patrick Ewald et Shaked Berenson
- Musique : Joe Kraemer
- Pays d'origine : États-Unis
- Genre : aventure
- Dates de sortie :
  - Canada : 20 juillet 2018 (FanTasia)
  - États-Unis : 8 février 2019

## Distribution
- Sam Elliott : Calvin Barr
- Aidan Turner : Calvin Barr jeune
- Caitlin FitzGerald : Maxine
- Ron Livingston : Flag Pin
- Sean Bridgers : Mr. Gardner
- Ellar Coltrane : The Clerk
- Larry Miller : Ed
- Rizwan Manji : Maple Leaf
- Mark Steger : Bigfoot

## Production
Le tournage a eu lieu d'août à septembre 2017 dans l'ouest du Massachusetts.

## Réception
Sur le site Rotten Tomatoes, le film reçoit une cote d'approbation de 75% (sur la base de 88 avis) et une note moyenne de 6,54/10. Sur le site Metacritic, le film a un score moyen de 51/100.